# Система внутреннего позиционирования
Система внутреннего позиционирования (англ. Indoor positioning system, IPS) — локальная система нахождения местоположения внутри зданий и закрытых сооружений, где практически недоступна спутниковая система навигации.

## Технические аспекты
Здания и сооружения вызывают сложности с позиционированием объектом в силу следующий причин:
- многолучевое распространение при отражениях сигнала от стен и других препятствий
- отсутствие прямой видимости
- ослабление и рассеяние сигнала из-за препятствий
- повышенные требования к точности и сходимости результатов

С другой стороны, позиционирование и навигация внутри помещений может быть упрощена благодаря:
- небольшим зонам покрытия
- стабильным условиям среды (температура, влажность, движение воздуха)
- наличие инфраструктуры для электрического питания, доступа к интернет, точек для установки
- сравнительно низкие скорости движущихся объектов

## Ключевые игроки рынка систем внутреннего позиционирования[2]
Ключевые компании, предоставляющие услуги систем внутреннего позиционирования на 2020 год. 
- Aruba Networks
- Cisco
- Google
- TomTom
- Navigine
- HERE
- Quuppa
- Esri
- Mozilla Location Service
- Foursquare  и др.

## Технологии позиционирования
Для позиционирования внутри помещений можно применять следующие технологии, различающиеся по физическому принципу и достигаемой точности измерений:
- Камера
- Инфракрасное излучение
- Тактильные системы
- Звук (в том числе ультразвук)
- Псевдоспутники (англ. pseudolite, pseudo satellite)
- Wi-Fi, Bluetooth
- RFID
- UWB
- GNSS высокой чувствительности
- Другие радиочастоты
- Инерциальная навигация
- Магнетизм
- Инфраструктура, например, встроенные в пол датчики

## Применения
Системы внутреннего позиционирования находят применение в большом числе приложений:
- услуги, основанные на определении местоположения пользователя (англ. location-based services, LBS)
- умный дом с технологиями поддержки инвалидов (англ. Ambient assistant living, AAL)
- медицинское обслуживание
- мониторинг окружающей среды
- работа служб спасения
- музеи
- банки
- логистика
- роботизированное производство
- подземное строительство

и т. д.